# Hyundai Veloster
Hyundai Veloster – samochód sportowy klasy kompaktowej produkowany pod południowokoreańską marką Hyundai w latach 2011 – 2022.

## Pierwsza generacja

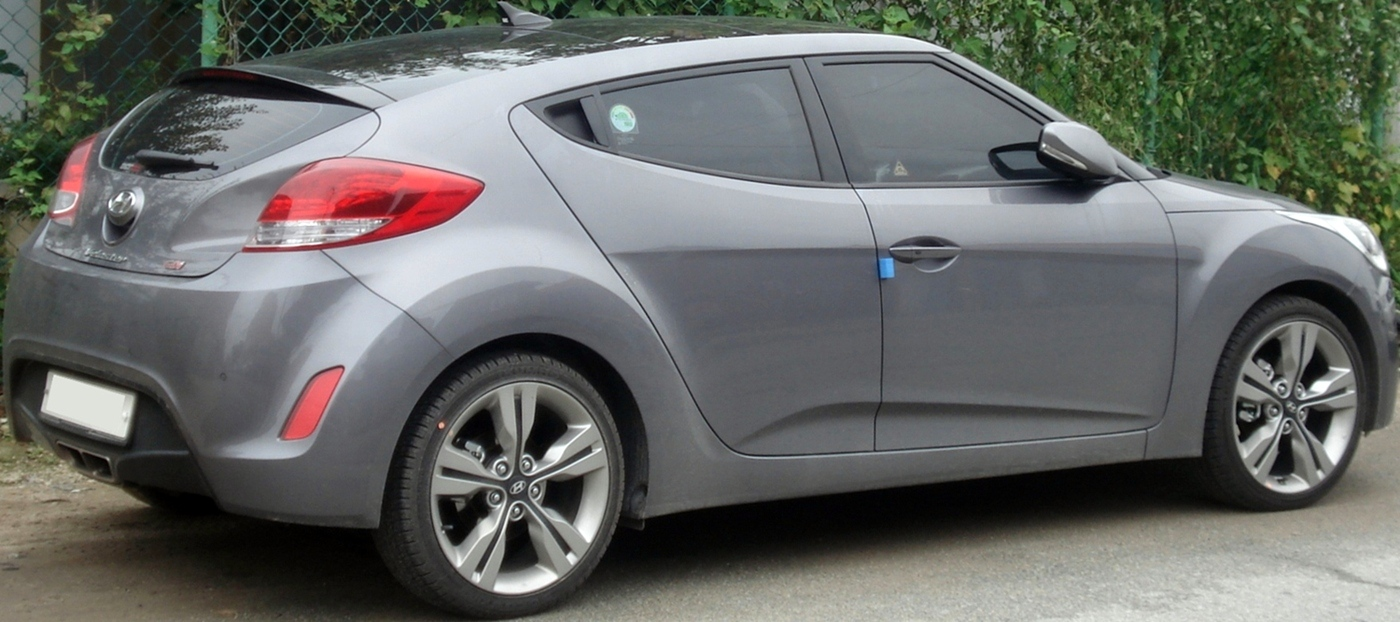
Hyundai Veloster I - tył

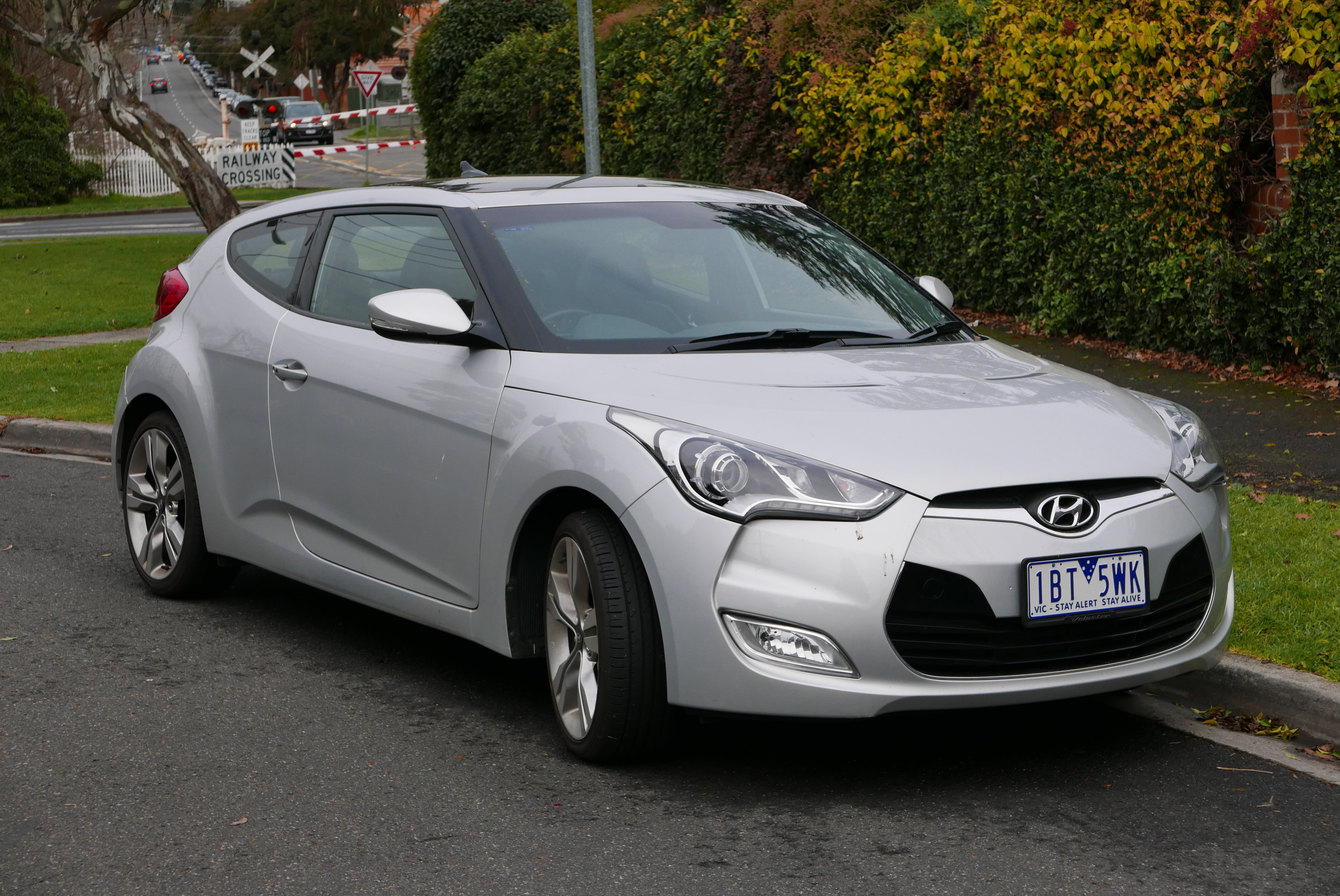
australijski Hyundai Veloster I

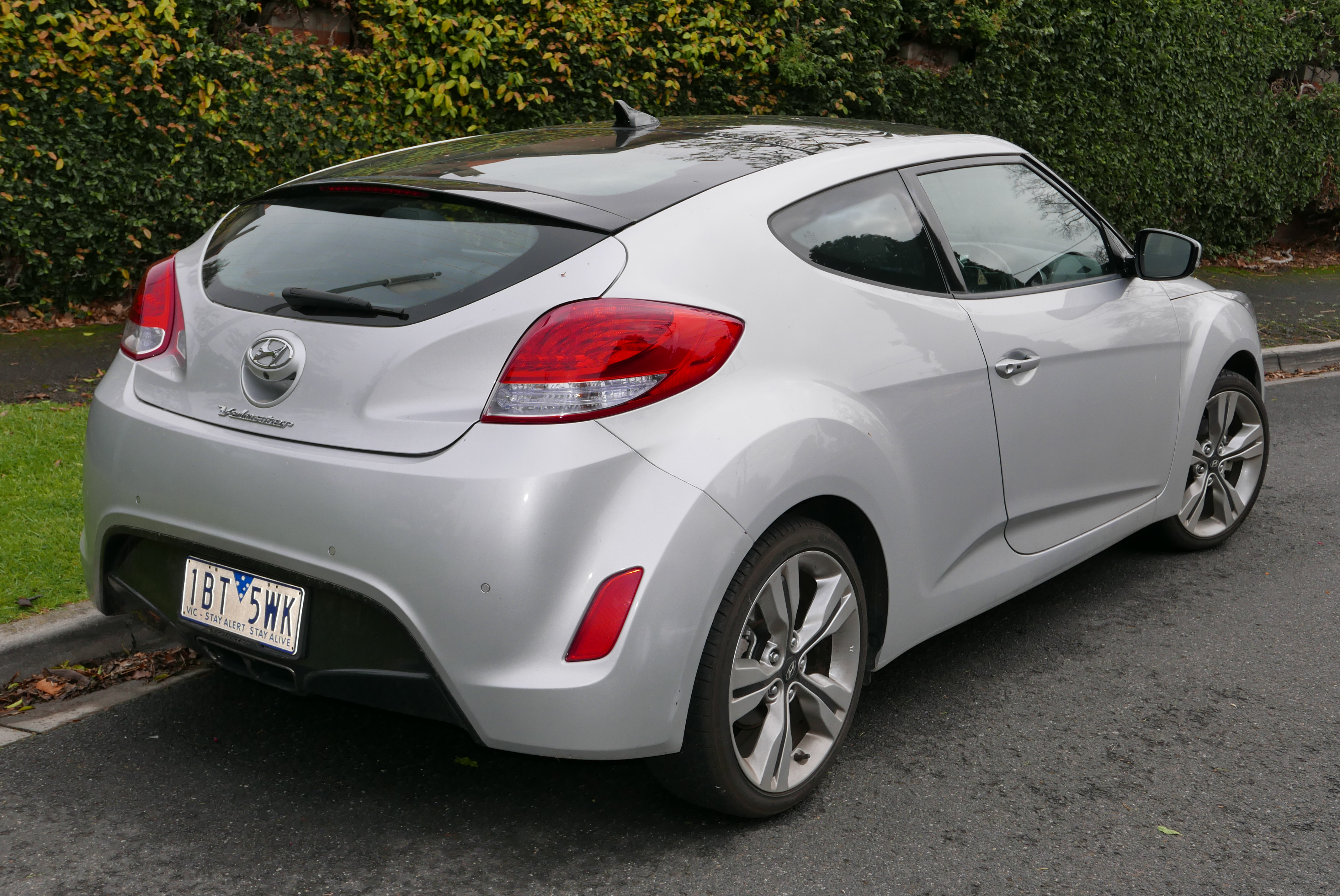
australijski Hyundai Veloster I - tył

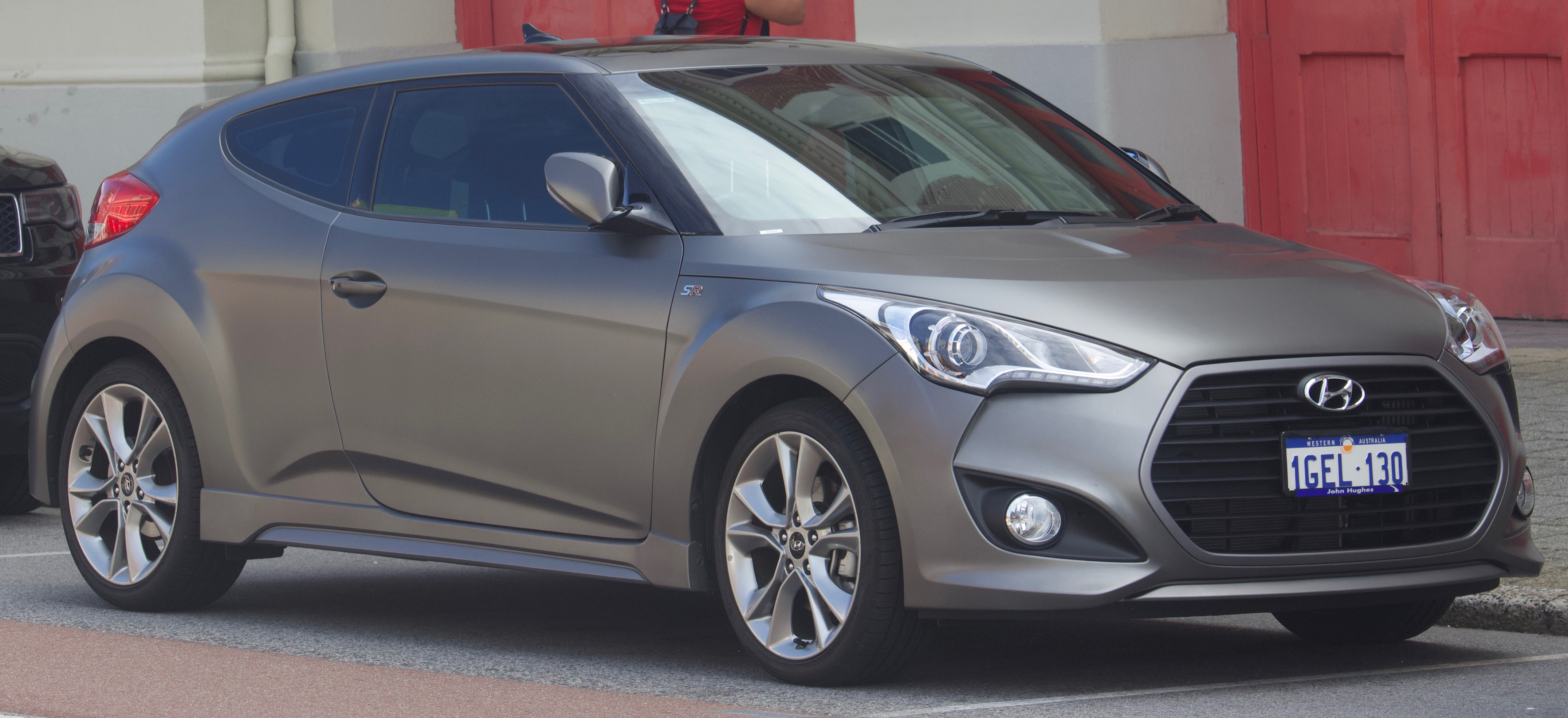
Hyundai Veloster I Turbo

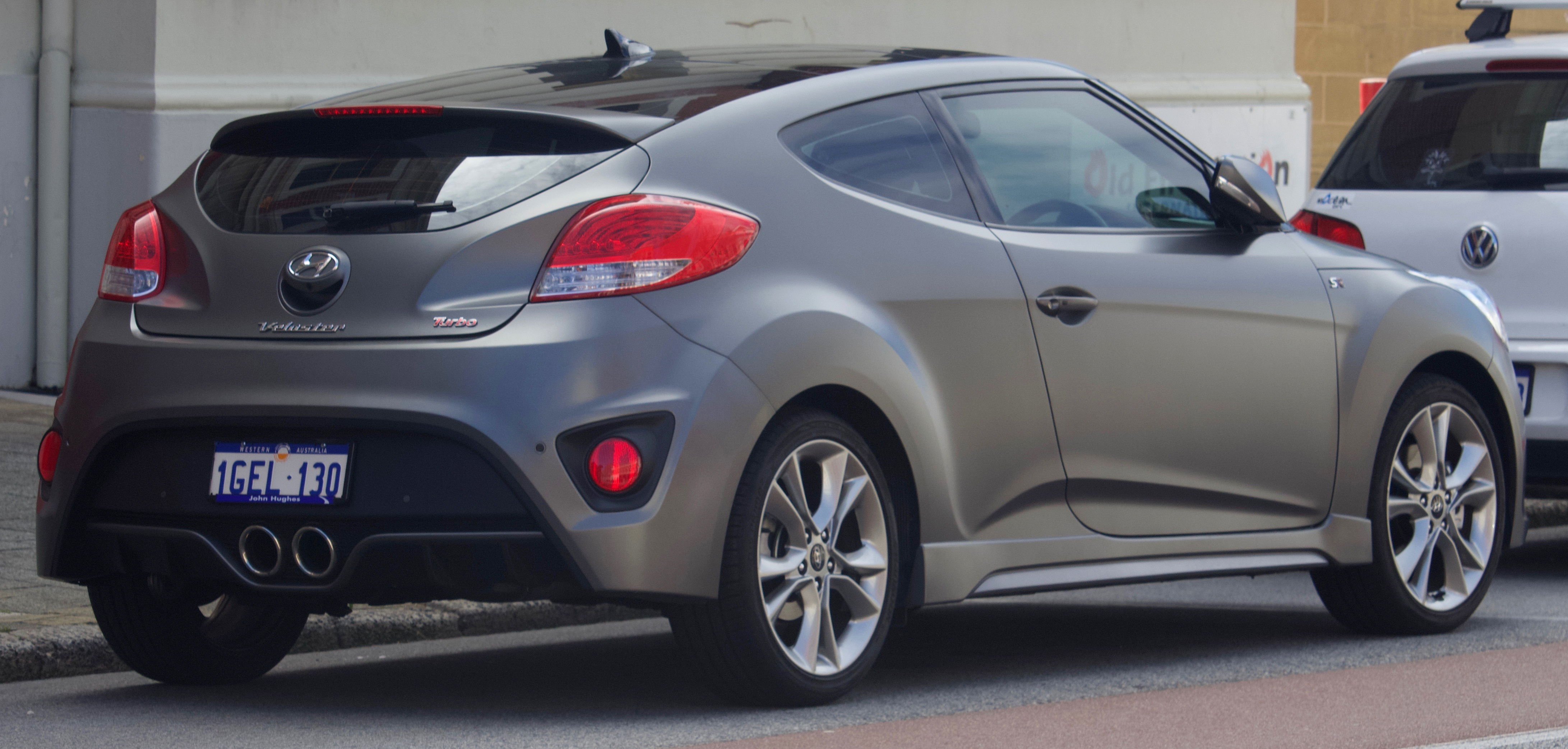
Hyundai Veloster I Turbo - tył

Hyundai Veloster został zaprezentowany po raz pierwszy w 2011 roku.
W 2007 roku podczas targów motoryzacyjnych w Seulu Hyundai przedstawił samochód koncepcyjny o nazwie Veloster Concept, z nazwą powstałą z połączenia słów: "velocity" (ang. prędkość) oraz roadster. Pojazd został zaprojektowany został w Centrum Projektów i Technologii w Namyang jako wstęp do projektu nowego, niewielkiego samochodu sportowego.
Niespełna 4 lata po debiucie studium, w styczniu 2011 roku Hyundai przedstawił seryjną wersję modelu Veloster w szerokim zakresie realizującej koncepcję prototypu. Samochód utrzymano w awangardowej, futurystycznej stylistyce nawiązującej do nowego języka Fluidic Sculpture, z nadwoziem typu hatchback, które dzięki nisko poprowadzonej linii dachu nawiązującej do klasycznych samochodów sportowych z nadwoziem coupe.
Stylizacja samochodu wyróżniała się dużymi, ostro zarysowanymi reflektorami, a także sześciokątnym, rozległym wlotem powietrza. Samochód otrzymał dwuczęściową klapę bagażnika z szybą, która pokrywała zarówno tylną krawędź dachu, jak i pionową część. Element ten połączono optycznie z panoramicznym, przeszklonym dachem. Tylną część nadwozia charakteryzowała także podwójna końcówka wydechu wraz z imitacją dyfuzora.

### Veloster Turbo
W styczniu 2012 roku gama Velostera pierwszej generacji została poszerzona o topowy wariant Veloster Turbo. Pod kątem wizualnym otrzymał on charakterystyczny, szary, matowy lakier, a także większy, jednoczęściowy przedni wlot powietrza, sportowe alufelgi i większe tylne końcówki wydechu.
Technicznie Veloster Turbo charakteryzował się turbodoładowanym, czterocylindrowym 1,6-litrowym silnikiem benzynowym o mocy 201 KM i 265 Nm maksymalnego momentu obrotowego. Topowy wariant dostępny był w konfiguracji zarówno z 6-biegową przekładnią manualną, jak i automatyczną.

### Asymetryczne nadwozie
Nietypowym rozwiązaniem, które stało się cechą charakterystyczną Hyundaia Velostera, stało się asymetryczne nadwozie. Od lewej strony przeznaczonej dla kierowcy znalazły się tylko jedne, duże drzwi, za to od przeciwnej strony własne drzwi otrzymał zarówno pasażer przedniego, jak i tylnego rzędu siedzeń.
Schemat ten producent zachował nie tylko w przypadku egzemplarzy na rynki z ruchem prawostronnym, ale także przeznaczonych dla państw z ruchem lewostronnym jak Australia czy Wielka Brytania. Tam Velostery otrzymały asymetryczną kombinację w lustrzanym odbiciu, z dwoma drzwiami po lewej stronie pojazdu.

### Wersje wyposażeniowe
- Comfort
- GLS
- GLS Premium
- Sport
- Style
- Premium
- Turbo
- Turbo Executive
- Turbo R-Spec
- RE:FLEX Edition

Standardowe wyposażenie podstawowej wersji Comfort obejmuje m.in. 6 poduszek powietrznych, system ABS, ESC i VSM, a także elektryczne sterowanie szyb i elektryczne sterowanie lusterek, klimatyzację, 17-calowe alufelgi, podgrzewane lusterka zewnętrzne, radio CD/MP3 oraz wykonane ze skóry kierownicę i gałkę dźwigni zmiany biegów. Wersja Style dodatkowo obejmuje m.in. 18-calowe alufelgi, system Bluetooth, czujniki cofania, elektrycznie składane lusterka, chromowane i aluminiowe dodatki, skórzano-materiałową tapicerkę oraz kolorowy wyświetlacz systemu multimedialnego. Najbogatsza wersja Premium dodatkowo wyposażona została m.in. w podgrzewane przednie siedzenia, system bezkluczykowy, system start&stop, elektryczna regulacja siedzenia oraz mocniejszy system audio.

### Silniki
- R4 1.6l MPi 130 KM
- R4 1.6l GDi 140 KM
- R4 1.6l TCi GDi 186 KM
- R4 1.6l TCi GDi 204 KM

## Druga generacja

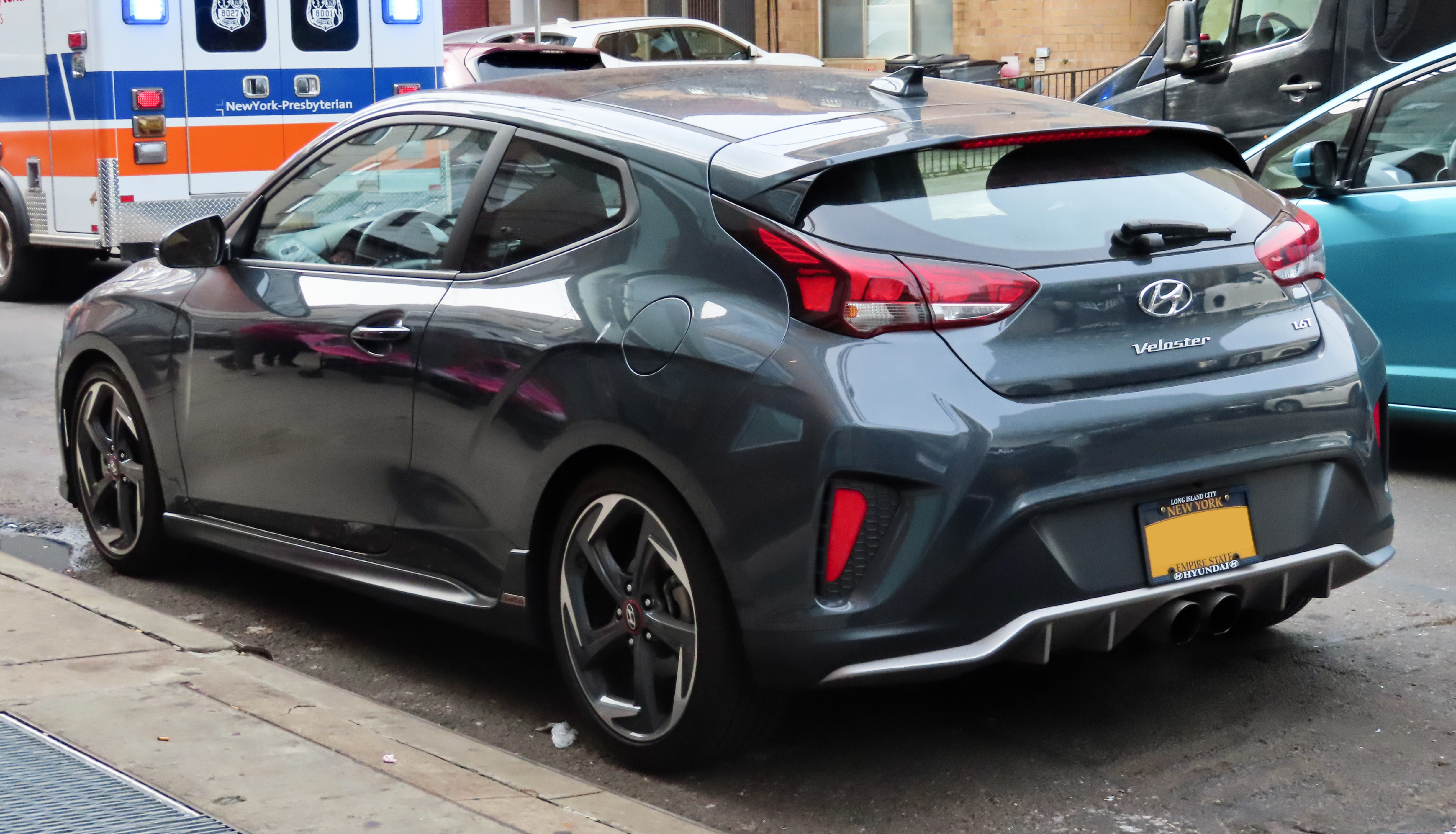
Hyundai Veloster II Turbo - tył

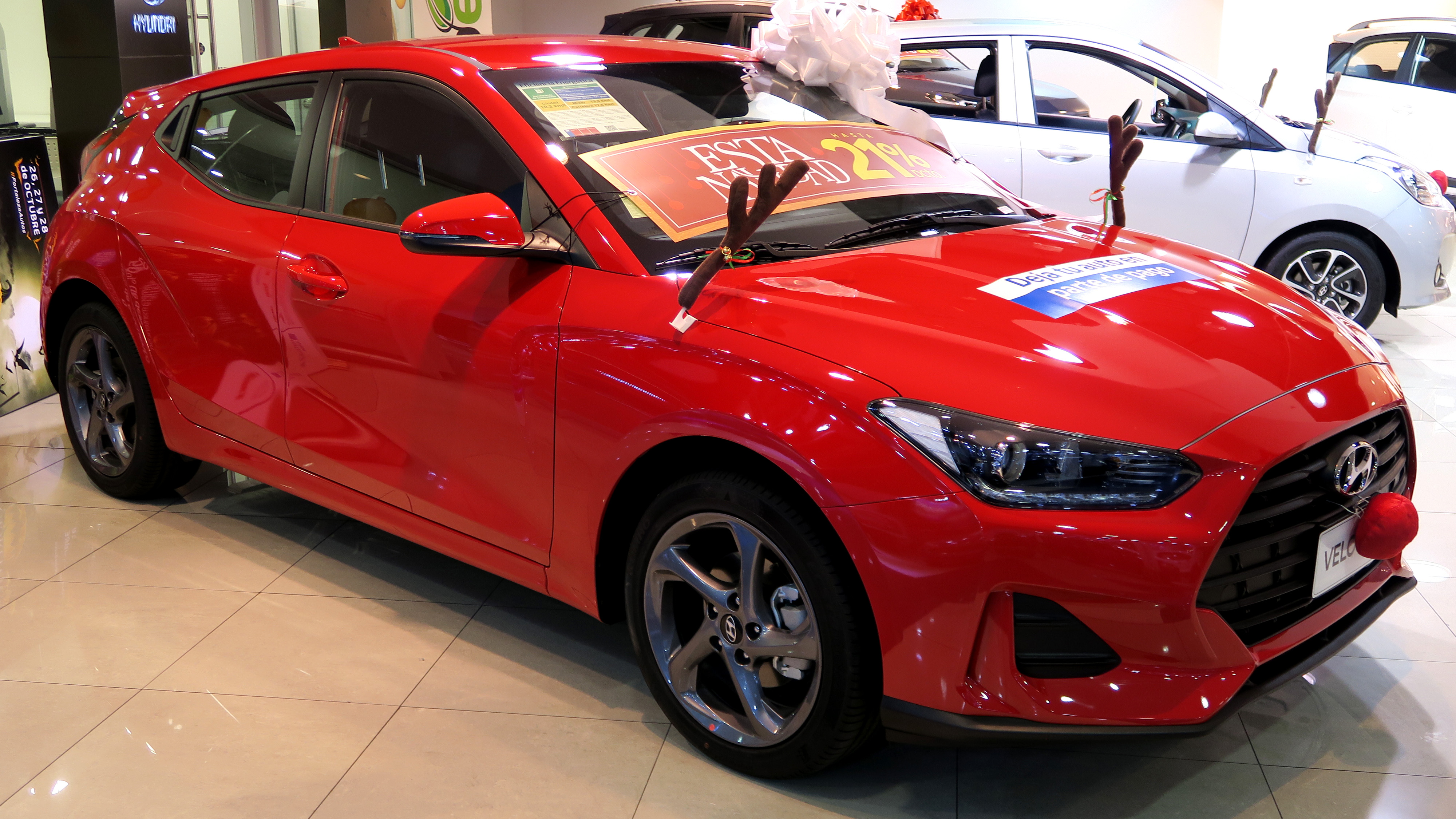
Hyundai Veloster II Plus

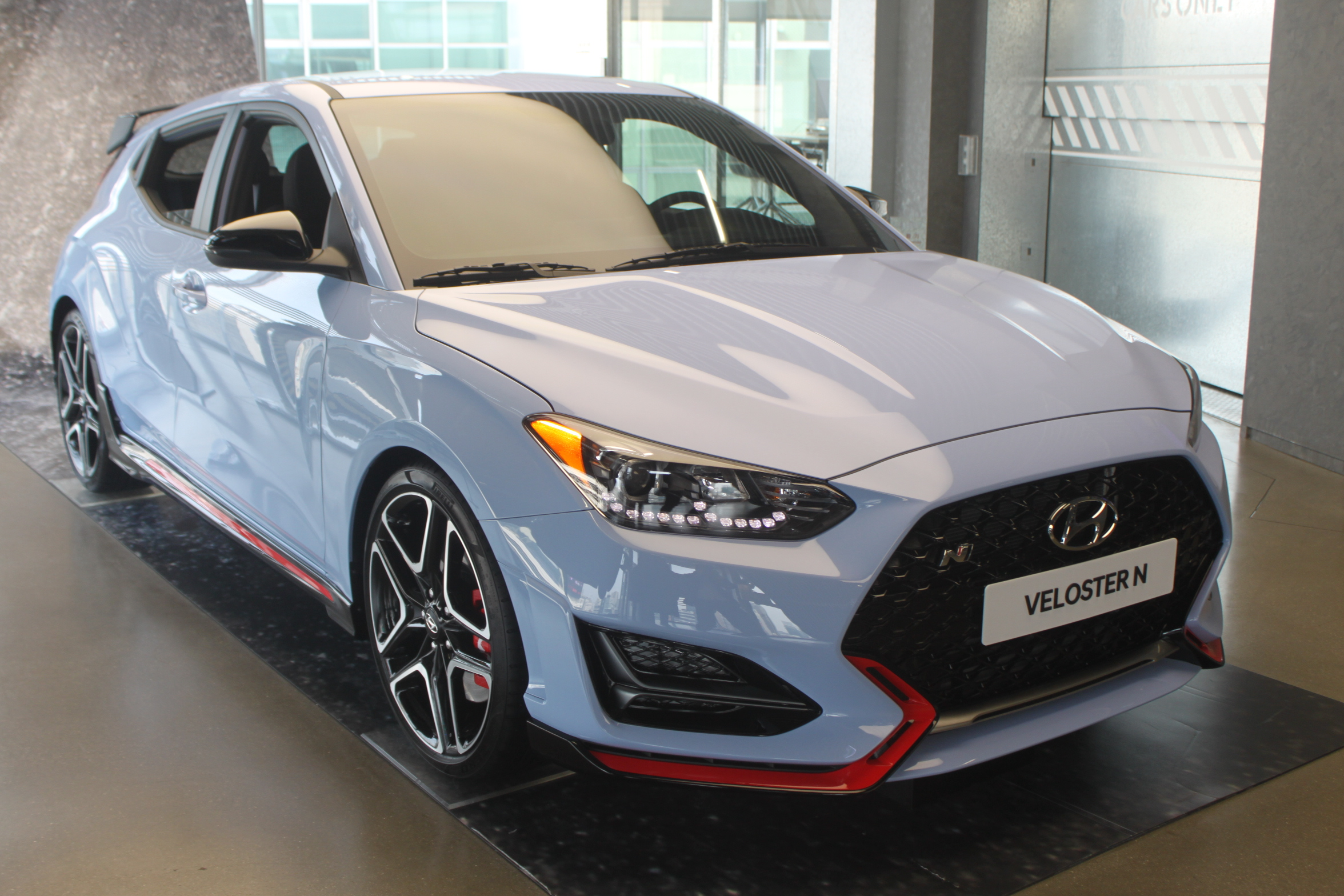
Hyundai Veloster II N

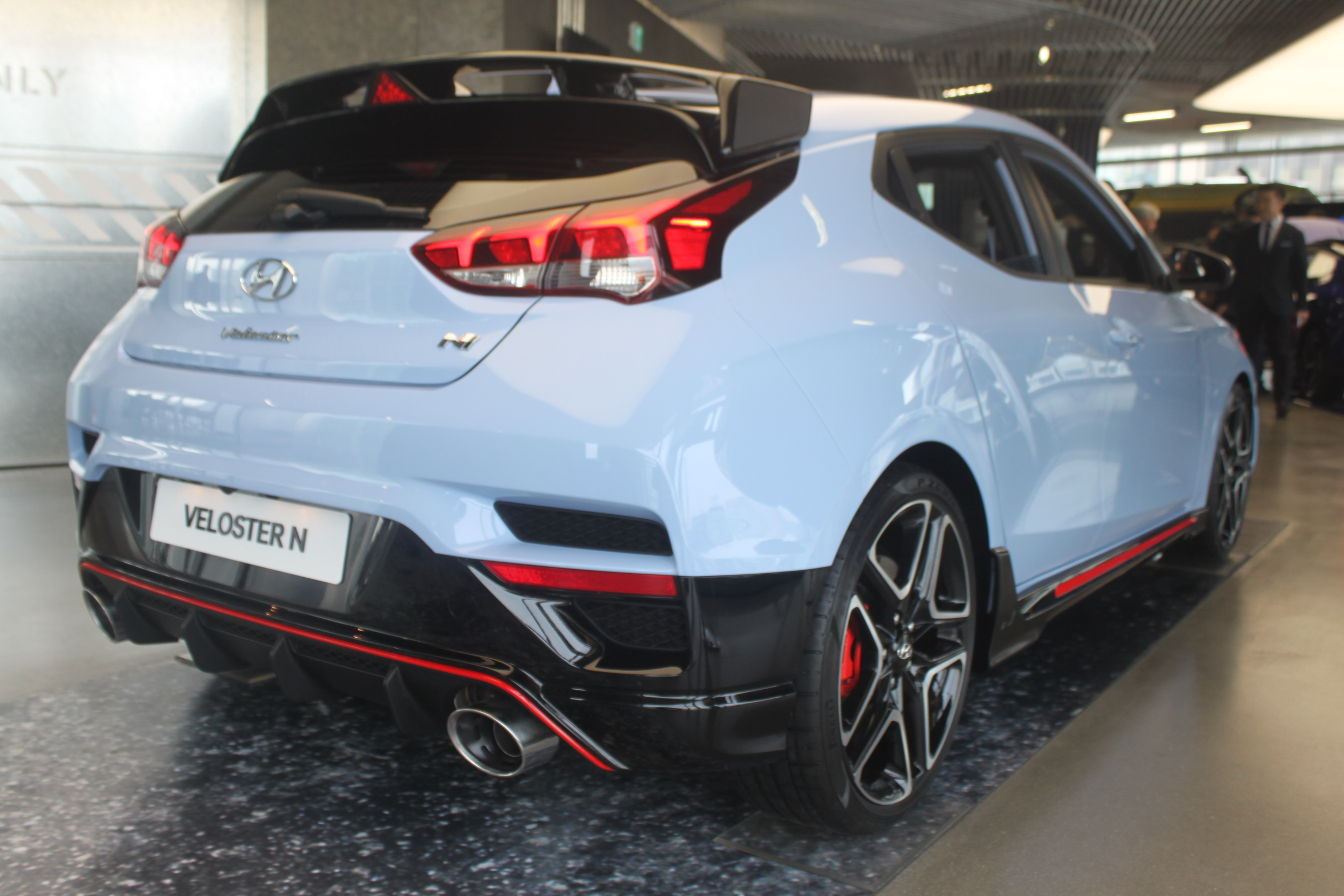
Hyundai Veloster II N - tył

Hyundai Veloster II został zaprezentowany po raz pierwszy w 2018 roku.
Druga generacja Velostera powstała jako unowocześniona i udoskonalona koncepcja poprzednika, zachowująca formułę samochodu sportowego łączącego cechy hatchbacka i coupe z asymetrycznym układem drzwi.
Samochód utrzymano w nowym języku stylistycznym Hyundaia, charakteryzując się bardziej agresywną stylizacją z dużym, sześciokątnym wlotem powietrza dominującym pas przedni, a bardziej zadartą linią okien i wyżej umieszczonymi lampami już nie o owalnym, lecz nawiązującym do bumerangów kształcie.
Samochód opracowany został przy udziale projektantów z biur projektowych z Korei Południowej, a także Stanów Zjednoczonych. Pod kątem technicznym pojawiła się zmodernizowana gama czterocylindrowych silników, których charakterystyka jazdy może być sterowana przez kierowcę w zależności od trzech trybów jazdy: Normal, Sport oraz Smart.

### Veloster N
Równolegle z debiutem drugiej generacji Velostera w wariancie podstawowym i Turbo, gamę urozmaiciła także wyczynowa odmiana Veloster N opracowana przez departament Hyundai N.
Podobnie jak skonstruowany dla rynku europejskiego i30 N, samochód napędzany jest przez 2-litrowy silnik benzynowy o mocy 275 KM. Odmiana ta wyróżnia się agresywniejszą stylistyką, z większymi wlotami powietrza i dyfuzorem w tylnym zderzaku.

### Sprzedaż
W przeciwieństwie do poprzednika, Hyundai Veloster drugiej generacji nie jest oferowany na rynku europejskim. Samochód trafił do oferty w Korei Południowej, Ameryce Północnej, wybranych krajach Ameryce Łacińskiej jak Chile czy Argentyna, a także Australii oraz Nowej Zelandii.
Zaledwie po 2 latach rynkowej obecności Hyundai zdecydował się znacznie okroić zasięg rynkowy Velostera drugiej generacji. W czerwcu 2020 roku pojazd zniknął z oferty w rodzimej Korei Południowej, a pół roku później, w grudniu wycofano go także z Australii. Ostatecznie, po jedynie 4 latach rynkowej obecności, produkcja Velostera dobiegła całkowicie końca w lipcu 2022.

### Silniki
- R4 1.4l Turbo GDI 140 KM
- R4 1.6l Turbo GDI 204 KM
- R4 2.0l 150 KM
- R4 2.0l Turbo GDI 275 KM